# Brian McBride
Brian McBride (ur. 19 czerwca 1972 w Arlington Heights, Illinois) – amerykański piłkarz, grający na pozycji napastnika. W reprezentacji Stanów Zjednoczonych od 1993 r. rozegrał 95 meczów i strzelił 30 goli (stan na 22 czerwca 2006). Wystąpił na Mistrzostwach Świata 1998, 2002 i 2006

## Sukcesy piłkarskie
Zwycięstwo w Złotym Pucharze CONCACAF z reprezentacją USA (2003)